# Saison 2021 de l'équipe cycliste Bora-Hansgrohe
La saison 2021 de l'équipe cycliste Bora-Hansgrohe est la douzième de cette équipe.

## Coureurs et encadrement technique

### Arrivées et départs
| Coureur          | Provenance             | Durée contrat |
| ---------------- | ---------------------- | ------------- |
| Giovanni Aleotti | Friuli                 | 2020-2023     |
| Wilco Kelderman  | Sunweb                 | 2020-2022     |
| Jordi Meeus      | SEG Racing Academy     | 2020-2022     |
| Anton Palzer     | Néo-pro                | 2020-2022     |
| Nils Politt      | Israel Start-Up Nation | 2020-2023     |
| Matthew Walls    | EF Education First     | 2020-2023     |
| Frederik Wandahl | ColoQuick              | 2020-2023     |
| Ben Zwiehoff     | Néo-pro                | 2021          |

| Coureur           | Nouvelle équipe | Durée contrat |
| ----------------- | --------------- | ------------- |
| Jempy Drucker     | Cofidis         | 2021          |
| Oscar Gatto       | Retraite        |               |
| Rafał Majka       | UAE Emirates    | 2021-2022     |
| Jay McCarthy      |                 |               |
| Gregor Mühlberger | Movistar        | 2021-2023     |
| Paweł Poljański   | Retraite        |               |

### Effectif actuel
| Coureur             | Date de Nais.              | Equipe en 2020     | Cont. |
| ------------------- | -------------------------- | ------------------ | ----- |
| Pascal Ackermann    | 15 janvier 1994 (27 ans)   | Bora-Hansgrohe     | 2021  |
| Giovanni Aleotti    | 25 mai 1999 (22 ans)       | Friuli             | 2023  |
| Erik Baška          | 12 janvier 1994 (27 ans)   | Bora-Hansgrohe     | 2021  |
| Cesare Benedetti    | 3 août 1987 (34 ans)       | Bora-Hansgrohe     | 2022  |
| Maciej Bodnar       | 7 mars 1985 (34 ans)       | Bora-Hansgrohe     | 2021  |
| Emanuel Buchmann    | 18 novembre 1992 (29 ans)  | Bora-Hansgrohe     | 2024  |
| Marcus Burghardt    | 30 juin 1983 (38 ans)      | Bora-Hansgrohe     | 2021  |
| Matteo Fabbro       | 10 avril 1995 (26 ans)     | Bora-Hansgrohe     | 2023  |
| Patrick Gamper      | 18 février 1997 (24 ans)   | Bora-Hansgrohe     | 2022  |
| Felix Großschartner | 23 décembre 1993 (28 ans)  | Bora-Hansgrohe     | 2022  |
| Lennard Kämna       | 9 septembre 1996 (25 ans)  | Bora-Hansgrohe     | 2022  |
| Wilco Kelderman     | 25 mars 1991 (30 ans)      | Sunweb             | 2022  |
| Patrick Konrad      | 13 octobre 1991 (30 ans)   | Bora-Hansgrohe     | 2023  |
| Martin Laas         | 15 septembre 1993 (28 ans) | Bora-Hansgrohe     | 2022  |
| Jordi Meeus         | 1er juillet 1998 (23 ans)  | SEG Racing Academy | 2024  |

| Coureur               | Date de Nais.             | Equipe en 2020         | Cont. |
| --------------------- | ------------------------- | ---------------------- | ----- |
| Daniel Oss            | 13 janvier 1987 (34 ans)  | Bora-Hansgrohe         | 2021  |
| Anton Palzer          | 11 mars 1993 (28 ans)     | Néo-pro                | 2022  |
| Nils Politt           | 13 janvier 1987 (34 ans)  | Israel Start-Up Nation | 2023  |
| Lukas Pöstlberger     | 10 janvier 1992 (29 ans)  | Bora-Hansgrohe         | 2022  |
| Juraj Sagan           | 23 décembre 1988 (33 ans) | Bora-Hansgrohe         | 2021  |
| Peter Sagan           | 26 janvier 1990 (31 ans)  | Bora-Hansgrohe         | 2021  |
| Maximilian Schachmann | 9 janvier 1994 (27 ans)   | Bora-Hansgrohe         | 2024  |
| Ide Schelling         | 6 février 1998 (23 ans)   | Bora-Hansgrohe         | 2023  |
| Andreas Schillinger   | 13 juillet 1983 (38 ans)  | Bora-Hansgrohe         | 2021  |
| Michael Schwarzmann   | 7 janvier 1991 (30 ans)   | Bora-Hansgrohe         | 2021  |
| Rüdiger Selig         | 19 février 1989 (32 ans)  | Bora-Hansgrohe         | 2021  |
| Matthew Walls         | 20 avril 1998 (23 ans)    | Trinity Racing         | 2023  |
| Frederik Wandahl      | 9 mai 2001 (20 ans)       | ColoQuick              | 2023  |
| Ben Zwiehoff          | 22 février 1994 (27 ans)  | Néo-pro                | 2022  |

## Champions nationaux, continentaux et mondiaux
| Date         | Course                                      | Maillot | Coureurs              | Pays      | Lieu                 |
| ------------ | ------------------------------------------- | ------- | --------------------- | --------- | -------------------- |
| 17 juin 2021 | Championnats de Pologne du contre-la-montre |         | Maciej Bodnar         | Pologne   | Chmielno             |
| 20 juin 2021 | Championnats d'Allemagne sur route          |         | Maximilian Schachmann | Allemagne | Filderstadt          |
| 20 juin 2021 | Championnats de Slovaquie sur route         |         | Peter Sagan           | Slovaquie | Bánovce nad Bebravou |
| 20 juin 2021 | Championnats de Pologne sur route           |         | Patrick Konrad        | Pologne   |                      |